# Пассе-Віллаж
Пассе-Віллаж (фр. Passais Villages) — муніципалітет у Франції, у регіоні Нижня Нормандія, департамент Орн. Пассе-Віллаж утворено 1 січня 2016 року шляхом злиття муніципалітетів Л'Епіне-ле-Конт, Пассе i Сен-Сімеон. Адміністративним центром муніципалітету є Пассе. Населення — 1162 особи (01.01.2021).